# Felipe Espinoza
Felipe Ignacio Espinoza Ramirez, (20 de septiembre de 1999) es un futbolista chileno que juega de Lateral izquierdo actualmente en Unión Española de la Primera División de Chile.

## Trayectoria
A los 12 años, llegó a las divisiones inferiores de Cobreloa. Cuando llegó a la categoría sub-17, fue dejado en libertad. En 2016, llegó a las divisiones inferiores de Magallanes. Debutó profesionalmente el 20 de mayo de 2018, en un partido ante Rangers válido por el torneo de Primera B.
El 12 de diciembre de 2024 es anunciado como nuevo jugador de Unión Española de la Primera división chilena, con vistas a la temporada 2025.

## Estadísticas
| Club               | Div.          | Temporada     | Liga  | Liga  | Copas nacionales | Copas nacionales | Torneos internacionales | Torneos internacionales | Total | Total |
| Club               | Div.          | Temporada     | Part. | Goles | Part.            | Goles            | Part.                   | Goles                   | Part. | Goles |
| ------------------ | ------------- | ------------- | ----- | ----- | ---------------- | ---------------- | ----------------------- | ----------------------- | ----- | ----- |
| Magallanes · Chile | 2.ª           | 2018          | 15    | 0     | —                | —                | —                       | —                       | 15    | 0     |
| Magallanes · Chile | 2.ª           | 2019          | 11    | 0     | 3                | 0                | —                       | —                       | 14    | 0     |
| Magallanes · Chile | 2.ª           | 2020          | 19    | 0     | —                | —                | —                       | —                       | 19    | 0     |
| Magallanes · Chile | 2.ª           | 2021          | 10    | 0     | 1                | 0                | —                       | —                       | 11    | 0     |
| Magallanes · Chile | 2.ª           | 2022          | 28    | 1     | 3                | 0                | —                       | —                       | 31    | 1     |
| Magallanes · Chile | 1.ª           | 2023          | 0     | 0     | 0                | 0                | 0                       | 0                       | 0     | 0     |
| Magallanes · Chile | Total club    | Total club    | 83    | 1     | 7                | 0                | 0                       | 0                       | 90    | 1     |
| Total carrera      | Total carrera | Total carrera | 83    | 1     | 7                | 0                | 0                       | 0                       | 90    | 1     |
| 1. 2.              |               |               |       |       |                  |                  |                         |                         |       |       |

## Palmarés

### Campeonatos nacionales
| Título             | Club       | País  | Año  |
| ------------------ | ---------- | ----- | ---- |
| Primera B          | Magallanes | Chile | 2022 |
| Copa Chile         | Magallanes | Chile | 2022 |
| Supercopa de Chile | Magallanes | Chile | 2023 |